# ペーター・ガーゲルマン
ペーター・ガーゲルマン（独: Peter Gagelmann、1968年6月9日 - ）はドイツ出身のサッカー審判員。
2012年のDFBポカールの決勝で主審担当。

## 記録
- ブンデスリーガ
  - 2013-2014 15試合 イエローカード/49枚、レッドカード/2枚